# 執笠倉

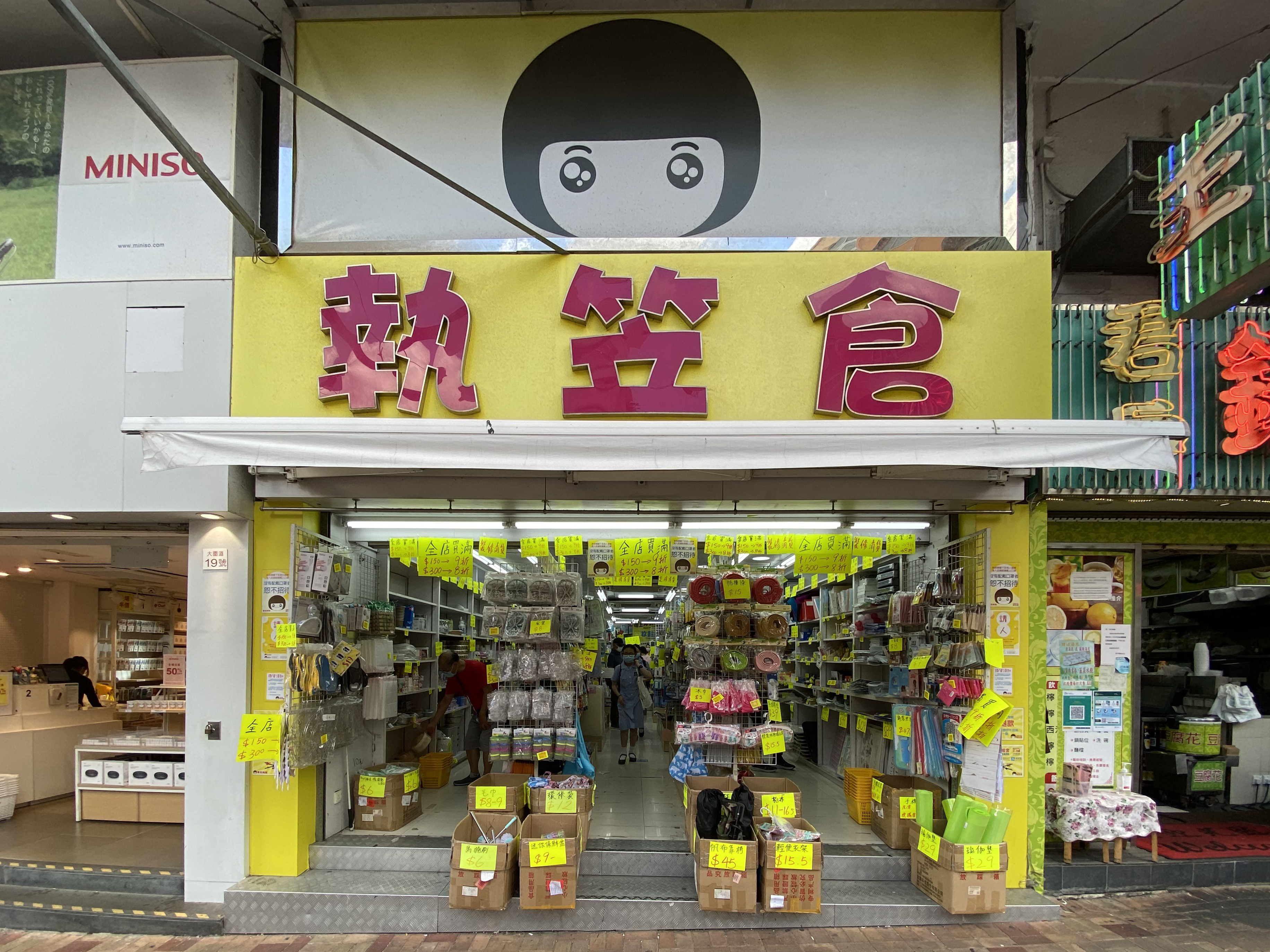
執笠倉在大圍的分店

執笠倉是香港一家連鎖文具和家品店，由蘇曉芬創立，2014年於九龍深水埗開設首間店鋪。其後一直擴張，2025年於香港營運9間分店。售賣貨品包括文具、家品、手機配件、雜貨、玩具、寵物用品等，以廉價貨品為主，人均消費約20港元。於商場開設的分店則命名為幸丸妹妹。

## 歷史
執笠倉由人稱「7嫂」的蘇曉芬成立。她於2014年與前夫離異，為保障事業於深水埗西九龍中心的蘋果商場內開設第一家店鋪。店舖面積約30至40平方呎，月租3,000港元，主要出售網上購入，來自中國內地的少女手作飾品和少量文具，迎合中學女生。該店舖起初銷量平平，利潤不佳；數月後該店舖臨近結業，蘇曉芬以「執笠清貨」作號召，生意卻特別好。因此，她同年於蘋果商場租下10個小舖位，合共面積約300多平方呎，以「執笠倉」作為招牌，「賣到似執笠咁平」作號召，主力賣雜貨。
2015年，執笠倉於深水埗長沙灣道租下一個地舖連閣樓，開設新店，面積約1,000平方呎。新的店舖位置帶動人流增長，使公司引入更多種類貨品，包括文具、家品和手機配件。蘇曉芬於2016年結識現任丈夫、文具批發商東方文具公司行政總裁羅家昌，羅家昌亦於同年加入經營執笠倉。羅家昌作為公司新股東，引入新貨源，包括由韓國生產商直接引入貨品，以節省成本。執笠倉於2016年增設6間分店，2025年分店總數達9間。

## 營運模式
據明報財經分析，執笠倉成功冒起並快速擴張有多個原因，包括入貨、租舖策略以及社交平台宣傳策略。有別於香港大多數主要著重售價和貨物周轉時間、較不著重網上宣傳的雜貨零售店，執笠倉放手讓員工在Facebook專頁上載介紹貨品的相片或影片，以吸引網友注意，以及和顧客於網上互動。例子包括員工自拍短片示範不同花式，以推廣一款只賣9港元的手指陀螺；以及一次於新分店開張時，以3M鈦金屬剪刀切乳豬。
於2019年，執笠倉售賣的常規產品超過一萬多種，存貨週轉期約1個月。文具、家品、手機配件和雜貨各佔整體生意約20%，其餘包括玩具及寵物用品。店舖人均消費約20港元。執笠倉曾經嘗試出售價錢較貴的產品，卻發現貨品售價超過50港元就較難於門市出售。蘇曉芬認為這是因為公司定位讓客人較不願購買較高價格的貨品。店舖租金佔執笠倉整體成本約20至30%，比重較一般零售店高；每間新店投資額約200至300萬港元。要出售不同種類產品，店舖面積一般需超過1500平方呎。為減省成本，執笠倉主要選擇地舖連閣樓或地庫的舖位。由於符合要求的舖位不多，而且很多商場認為「執笠」名稱不吉利，導致執笠倉擴張速度受限制。執笠倉於屯門華都商場開設的分店取名「幸丸妹妹」，順應商場業主要求。
除了創辦執笠倉，蘇曉芬亦創辦母嬰產品品牌「小魔怪」，投資額10萬港元，以網店形式營運。2020年COVID-19疫情期間，發生口罩供應不足、大批市民排隊購買的情況。